# Seznam medailistů na mistrovství světa v běhu na 3000 m překážek
Běh na 3000 metrů překážek patří v kategorii mužů do programu mistrovství světa od prvního ročníku v roce 1983. Ženy tuto trať poprvé běžely na světovém šampionátu v roce 2005. Mezi muži nejčastěji vítězí reprezentanti Keni.

## Rekordmani mistrovství světa v atletice

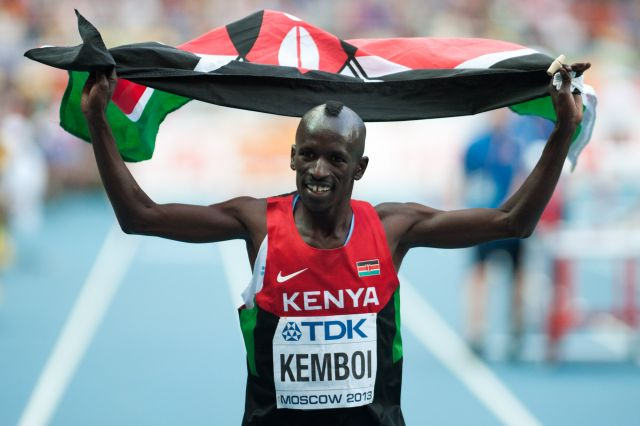
Muži -  Ezekiel Kemboi
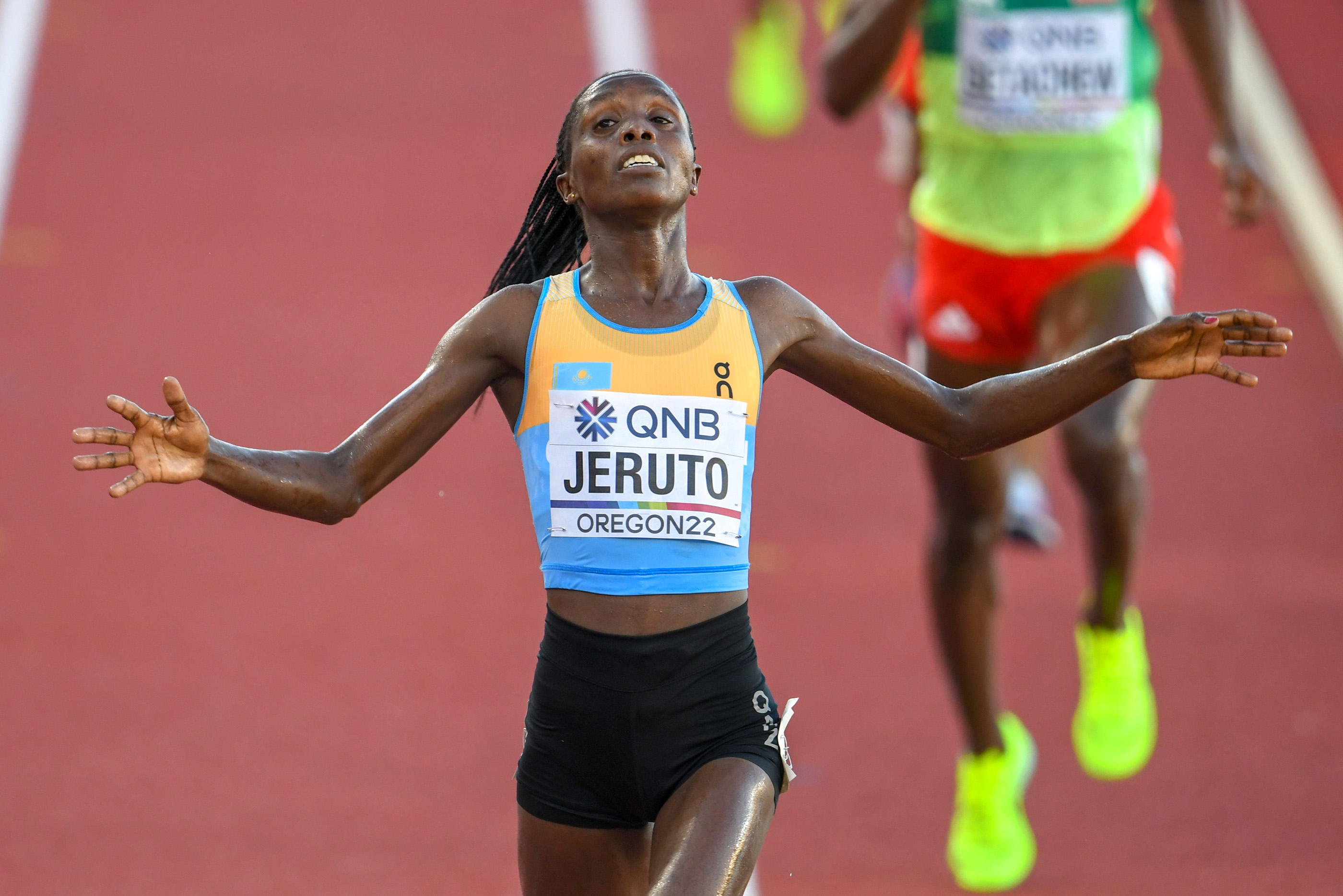
Ženy -  Norah Jerutová

### Muži
| Rok     | Místo     | Zlato                | Výkon vítěze  | Stříbro              | Bronz                       |
| ------- | --------- | -------------------- | ------------- | -------------------- | --------------------------- |
| MS 1983 | Helsinky  | Patriz Ilg           | 8:15,06       | Bogusław Mamiński    | Colin Reitz                 |
| MS 1987 | Řím       | Francesco Panetta    | 8:08,57       | Hagen Melzer         | Willem van Dijk             |
| MS 1991 | Tokio     | Moses Kiptanui       | 8:12,59       | Patrick Sang         | Azzedine Brahmi             |
| MS 1993 | Stuttgart | Moses Kiptanui       | 8:06,36       | Patrick Sang         | Alessandro Lambruschini     |
| MS 1995 | Göteborg  | Moses Kiptanui       | 8:04,16       | Christopher Kosgei   | Sa'ad Shaddad Al-Asmari     |
| MS 1997 | Athény    | Wilson Boit Kipketer | 8:05,84       | Moses Kiptanui       | Bernard Barmasai            |
| MS 1999 | Sevilla   | Christopher Kosgei   | 8:11,76       | Wilson Boit Kipketer | Ali Ezzine                  |
| MS 2001 | Edmonton  | Reuben Kosgei        | 8:15,16       | Ali Ezzine           | Bernard Barmasai            |
| MS 2003 | Paříž     | Sajf Saíd Šáhín      | 8:04,39       | Ezekiel Kemboi       | Eliseo Martin               |
| MS 2005 | Helsinky  | Sajf Saíd Šáhín      | 8:13,31       | Ezekiel Kemboi       | Brimin Kipruto              |
| MS 2007 | Ósaka     | Brimin Kipruto       | 8:13,82       | Ezekiel Kemboi       | Richard Mateelong           |
| MS 2009 | Berlín    | Ezekiel Kemboi       | 8:00,43 – RMS | Richard Mateelong    | Bouabdellah Tahri           |
| MS 2011 | Tegu      | Ezekiel Kemboi       | 8:14,85       | Brimin Kipruto       | Mahiedine Mekhissi-Benabbad |
| MS 2013 | Moskva    | Ezekiel Kemboi       | 8:06,01       | Conseslus Kipruto    | Mahiedine Mekhissi-Benabbad |
| MS 2015 | Peking    | Ezekiel Kemboi       | 8:11,28       | Conseslus Kipruto    | Brimin Kipruto              |
| MS 2017 | Londýn    | Conseslus Kipruto    | 8:14,12       | Soufiane El Bakkali  | Evan Jager                  |
| MS 2019 | Dauhá     | Conseslus Kipruto    | 8:01,35       | Lamecha Girma        | Soufiane El Bakkali         |
| MS 2022 | Eugene    | Soufiane El Bakkali  | 8:25,13       | Lamecha Girma        | Conseslus Kipruto           |
| MS 2023 | Budapešť  | Soufiane El Bakkali  | 8:03,53       | Lamecha Girma        | Abraham Kibiwot             |

### Ženy
od roku 2005

| Rok     | Místo    | Zlato                   | Výkon vítěze  | Stříbro                 | Bronz                        |
| ------- | -------- | ----------------------- | ------------- | ----------------------- | ---------------------------- |
| MS 2005 | Helsinky | Dorcus Inzikuruová      | 9:18,24       | Jekatěrina Volkovová    | Jeruto Kiptumová             |
| MS 2007 | Ósaka    | Jekatěrina Volkovová    | 9:06,57       | Taťjana Petrovová       | Eunice Jepkorir              |
| MS 2009 | Berlín   | Julija Zaripovová       | 9:08,39       | Milcah Chemos Cheywaová | Gulnara Samitovová-Galkinová |
| MS 2011 | Tegu     | Habiba Ghribiová        | 9:11,97       | Milcah Chemos Cheywaová | Mercy Wanjiku                |
| MS 2013 | Moskva   | Milcah Chemos Cheywaová | 9:11,65       | Lydiah Chepkurui        | Sofia Assefaová              |
| MS 2015 | Peking   | Hyvin Jepkemoiová       | 9:19,11       | Habiba Ghribiová        | Gesa Felicitas Krause        |
| MS 2017 | Londýn   | Emma Coburnová          | 9:02,58       | Courtney Frerichsová    | Hyvin Jepkemoiová            |
| MS 2019 | Dauhá    | Beatrice Chepkoechová   | 8:57,84       | Emma Coburnová          | Gesa Felicitas Krause        |
| MS 2022 | Eugene   | Norah Jerutová          | 8:53,02 – RMS | Werkuha Getachewová     | Mekides Abebeová             |
| MS 2023 | Budapešť | Winfred Mutile Yaviová  | 8:54,29       | Beatrice Chepkoechová   | Faith Cherotichová           |